# Kiều Đông, Thạch Gia Trang
Kiều Đông (giản thể: 桥东区; phồn thể: 橋東區; bính âm: Qiáodōng Qū) là một khu của địa cấp thị Thạch Gia Trang, thủ phủ tỉnh Hà Bắc, Trung Quốc.

### Nhai đạo
| - Trung Sơn Đông Lộ (中山东路街道) - Bành Hậu (彭后街道) - Đông Phong (东风街道) - Đông Hoa (东华街道) - Hưu Môn (休门街道) | - Phụ Khang (阜康街道) - Kiến An (建安街道) - Thăng Lợi Bắc (胜利北街道) - Vị Thông (汇通街道) |

### Trấn
- Đào Viên (桃园镇)